# Eiji
Eiji ist ein männlicher japanischer Vorname (der im Japanischen hinter dem Familiennamen steht). Das ENAMDICT kennt 107 verschiedene Schreibweisen des Namens in unterschiedlichen Bedeutungen. 

## Namensträger
- Eiji Aonuma (* 1963), japanischer Videospielentwickler
- Eizi Matuda (1894–1978), japanisch-mexikanischer Botaniker (Name nach dem Nippon-System latinisiert)
- Eiji Morioka (1946–2004), japanischer Boxer
- Eiji Okada (1920–1995), japanischer Schauspieler
- Eiji Ōue (* 1957), japanischer Komponist
- Eiji Suzuki (* 1965), japanischer Dirigent
- Eiji Tsuburaya (1901–1970) Er gehörte zum Team, das die Godzilla-Serien drehte und ist der wichtigste Schöpfer von Ultraman.
- Toyoda Eiji (1913–2013), japanischer Manager
- Yoshikawa Eiji (1892–1962), japanischer Schriftsteller

## Sonstiges
- Eiji (Ära), Name einer Ära (Nengō) im japanischen Kalender